# Walther K. Lang (Musiker)

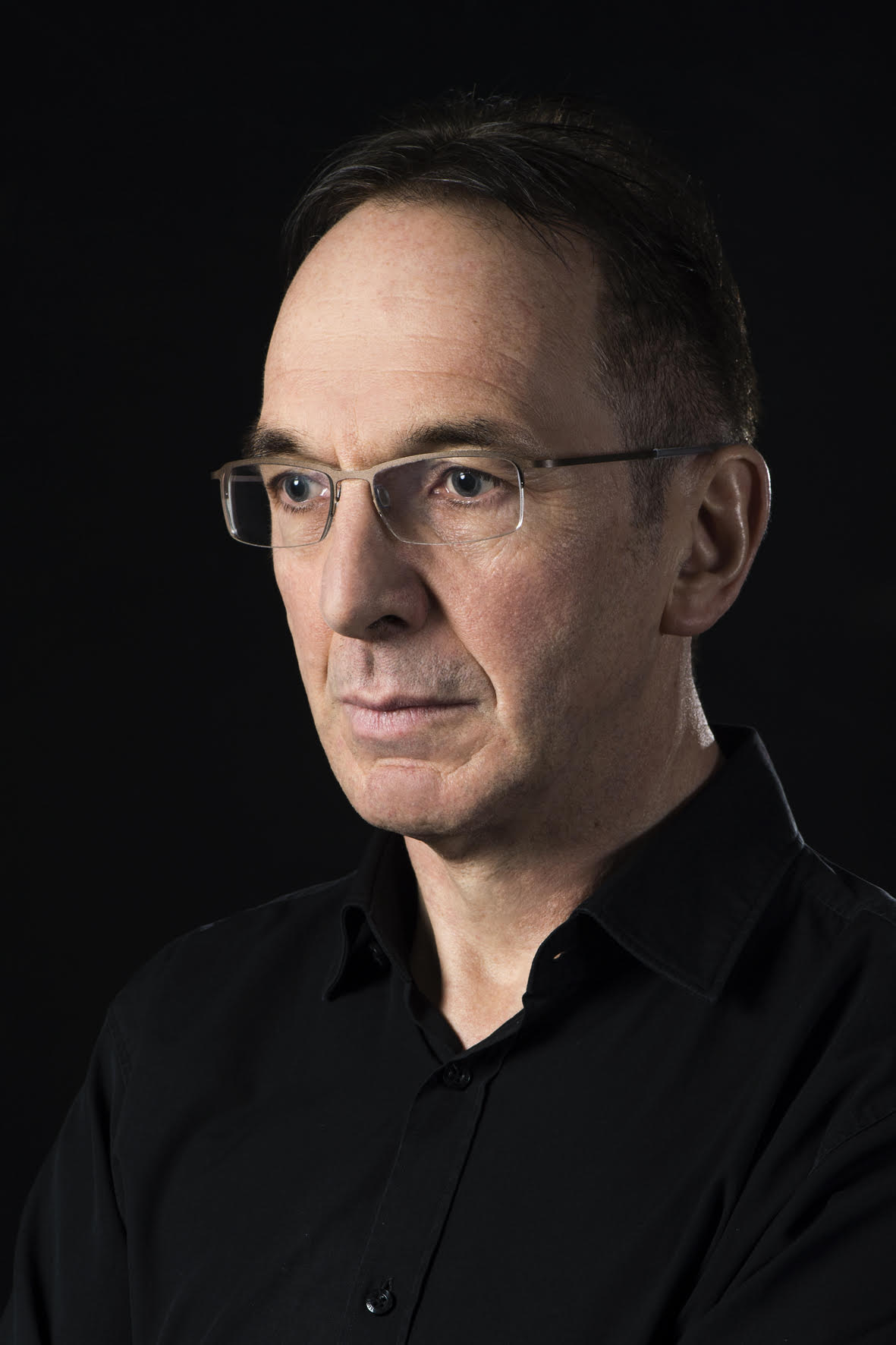
Walther K. Lang (2019)

Walther K. Lang (* 17. September 1957 in Ruswil, Kanton Luzern als Walter Lang) ist ein Schweizer Jazzmusiker (Posaune, Komposition, Arrangement, Dirigat).

## Leben und Wirken
Lang studierte an der Hochschule für Musik Luzern  Posaune (Klassik) und Dirigieren (Blasorchester/Brass Band). Er setzte seine Studien ab 1987 an der Swiss Jazz School in Bern (Posaune, Komposition/Arrangement) und an der Musikhochschule Basel (Musikpädagogik Gym) fort.
Von 1981 bis 1985 spielte er im Luzerner Sinfonieorchester, von 1984 bis 1991 war er u. a. Posaunist bei der Bourbon Street Jazzband Luzern, mit der er drei Tonträger einspielte. 1989–1991 dirigierte er zudem die Brass Band Harmonie Triengen. Ein Studienaufenthalt am Berklee College of Music in Boston USA (1982) prägte ihn sehr.
Seit 1991 wirkte Lang im Raum Basel, zunächst als Schulmusiker. Er schrieb Theatermusik zu mehreren Produktionen. Ebenso gründete und leitete er mehrere Schüler-Jazzbands, so z. B. die Jazz Tube Ruswil.
2007 war er Mitbegründer des Ensembles Vocalbrass, für welches er sämtliche Arrangements und einige Kompositionen schrieb.
Seit 2022 steht seine Arbeit als Komponist für Jazzorchester im Zentrum. Während eines Studienjahres an der Hochschule für Musik in Luzern (22/23) studierte er bei Ed Partyka im Rahmen eines CAS (Certificate of Advanced Studies) Jazz Composition/Arrangement.
Lang hat über 60 Jazz-Orchestra-Kompositionen geschrieben. Das erste Konzert-Programm hat den Titel «At the Cutting Edge» und wurde am 6. Oktober 2023 vom Zurich Jazz Orchestra uraufgeführt.
Lang arrangiert zudem für unterschiedliche Blasorchester und Ensembles, aktuell für die Stadtmusik Zürich, das Swiss Brass Consort und für die Pat’s Big Band.

## Publikationen
Im Verlag Edition Marc Reift sind Arrangements für Brass-Quintett, im Frank Verlag für Brass-Quintett und Kompositionen für Blasorchester/Brass Band erschienen. Weitere Werke sind im Eigenverlag «conMusiCation» erschienen.

## Diskografie
- Bourbon Street Jazzband Luzern (als Walter Lang):
  - I Must Have It (Elite Special, 1985, LP/CD)
  - Mississippi, Roll On (1987, CD)
  - Jazz Puzzle (GIC-Deltaphon, 1990, CD)